# Callum Scotson
Callum Scotson (ur. 10 sierpnia 1996 w Gawler) – australijski kolarz torowy i szosowy, wicemistrz olimpijski i czterokrotny medalista mistrzostw świata w kolarstwie torowym.

## Kariera
Największy międzynarodowy sukces w karierze osiągnął w 2016 roku, kiedy reprezentacja Australii w składzie: Sam Welsford, Michael Hepburn, Callum Scotson, Miles Scotson, Alexander Porter i Luke Davison zdobyła złoty medal w drużynowym wyścigu na dochodzenie podczas torowych mistrzostw świata w Londynie. Ponadto kilkukrotnie zdobywał medale mistrzostw świata juniorów, w tym złote w drużynowym wyścigu na dochodzenie w latach 2012 i 2014. Startuje również w wyścigach szosowych.
Jego młodszy brat, Miles Scotson, także jest kolarzem.